# Seznam vojaških enot Slovenske vojske 1918-19
Seznam vojaških enot Slovenske vojske 1918-19.

## Poveljstva
- Poveljstvo II. vojnega okrožja SHS
- Štajersko obmejno poveljstvo
- Obmejno poveljstvo za zahodno Koroško
- Obmejno poveljstvo za vzhodno Koroško

## Polki
- Celjski polk
- Mariborski polk
- Slovenski planinski polk
- Ljubljanski polk
- Tržaški polk
- Mariborski konjeniški polk
- Ljubljanski topniški polk
- Celjski topniški polk
- Mariborski topniški polk
- Dravski gorski topniški polk

## Bataljoni
- Saperski bataljon (SV 1918-19)
- Brzojavni bataljon (SV 1918-19)
- Stražni bataljon (SV 1918-19)
- Vozarstvo (SV 1918-19)

## Čete
- Letalska stotnija Ljubljana
- Letalska stotnija Maribor

## Druge
- Narodna straža
- Koroška legija
- Alpinska četa (SV 1918-19)
- Prostovoljna Šefmanova četa
- Naskočna četa (SV 1918-19)
- Celjska legija
- Mariborska vojaška realka
- Obveščevalna služba (SV 1918-19)
- Vojaško sodišče SHS v Ljubljani